# Copa Antel 2013
La Copa Antel, denominada Copa Comunicaciones Antel - Internet Vera, es un torneo amistoso de fútbol que se disputó en Uruguay, entre los días 23 y 27 de enero de 2013.
El torneo fue organizado por la empresa Tenfield, y contó con el patrocinio de la empresa estatal Antel, la cual además también patrocinaba en su camiseta a los dos equipos grandes del país.
Participaron los siguientes equipos:
- Guaraní
- Nacional
- Peñarol
- Sporting Cristal

Se jugaron cuatro encuentros distintos durante el certamen, cada uno de ellos otorgó una de las copas en disputa.

## Resultados

### 2013-I
| 23 de enero de 2013, 20:45 | Peñarol | 0:0 (4:5 p.)               | Sporting Cristal                                                                                   | Estadio Suppici, Colonia                                |                                                         |
|                            | | Reporte                    | | Asistencia: 5000 espectadores Árbitro(s): Fredy de Seja | Asistencia: 5000 espectadores Árbitro(s): Fredy de Seja |
|                            | | Tiros desde el punto penal | |                                                         |                                                         |
|                            | Juan Manuel Olivera · Aureliano Torres · Fabián Estoyanoff · Carlos Grossmüller · Damián Macaluso · Walter Alberto López |                            | Carlos Lobatón · Irven Ávila · Nicolás Ayr · Marcos Delgado · Marcio Valverde · Horacio Calcaterra |                                                         |                                                         |

### 2013-II
| 24 de enero de 2013, 20:45 | Nacional                                              | 3:2 (2:1) | Guaraní                                | Estadio Juan Antonio Lavalleja, Flores |                           |
|                            | Juan Albín 17' · Iván Alonso 26' · Carlos de Pena 83' | Reporte   | 32' Dante López · 85' Rodrigo Teixeira | Árbitro(s): Yimmy Álvarez              | Árbitro(s): Yimmy Álvarez |

### 2013-III
| 26 de enero de 2013, 20:45 | Peñarol                        | 1:2 (0:1) | Guaraní                 | Estadio Juan Antonio Lavalleja, Flores                    |                                                           |
|                            | Juan Manuel Olivera 65' (pen.) | Reporte   | 29' 66' Luis De la Cruz | Asistencia: 5000 espectadores Árbitro(s): Roberto Silvera | Asistencia: 5000 espectadores Árbitro(s): Roberto Silvera |

### 2013-IV
| 27 de enero de 2013, 15:15 | Nacional | 0:2 (0:0) | Sporting Cristal       | Estadio Municipal Parque Liebig's, Fray Bentos         |                                                        |
|                            |          | Reporte   | 65' 77' Hernán Rengifo | Asistencia: 5000 espectadores Árbitro(s): Andrés Cunha | Asistencia: 5000 espectadores Árbitro(s): Andrés Cunha |

## Palmarés
| Equipo           | Copas |
| ---------------- | ----- |
| Sporting Cristal | 2     |
| Guaraní          | 1     |
| Nacional         | 1     |